# Stazione di Tengachaya
La stazione di Tengachaya (天下茶屋駅?, Tengachaya-eki) è una stazione della metropolitana di Osaka e delle Ferrovie Nankai situata nel quartiere di Nishinari-ku, a sud della città. La stazione è il termine della linea Sakaisuji della metropolitana, con 3 binari interrati e un punto di interscambio per le linee Kōya e principale Nankai delle ferrovie Nankai, sezione dotata di 4 binari.

## Linee e servizi

### Treni
Ferrovie Nankai
● Linea Nankai Kōya
 Linea principale Nankai

### Metropolitane
Metropolitana di Osaka
 Linea Sakaisuji

## Struttura

### Stazione Nankai
La stazione delle Ferrovie Nankai è dotata di due marciapiedi laterali e di uno a isola centrale, serventi quattro binari su viadotto.
| 1 | ● Linea Kōya              | per Nakamozu (servizio diretto via Ferrovia Rapida Semboku fino a Izumi-Chūō), Kawachinagano, Hashimoto e Kōyasan |
| 2 | ● Linea Kōya              | per Haginochaya, Shin-Imamiya, Imamiyaebisu e Namba                                                               |
| 3 | ● Linea principale Nankai | per Sakai, Kishiwada, Izumisano, Kansai Aeroporto e Wakayamashi                                                   |
| 4 | ● Linea principale Nankai | per Namba (espressi)                                                                                              |

### Stazione della metropolitana
La stazione della metropolitana è servita dalla linea Sakaisuji e si trova in sotterraneo, sotto alla stazione Nankai. È dotata di tre binari tronchi (la stazione è il capolinea sud della linea) di cui uno è utilizzato per ospitare i treni durante l'orario di punta.
| 1-2-3 | Linea Sakaisuji | per Nippombashi, Sakaisuji-Hommachi, Tenjimbashisuji Rokuchōme e, via linea Hankyū Senri, Awaji, quindi Kita-Senri o Takatsukishi e Kawaramachi via Linea principale Hankyū Kyōto |

## Stazioni adiacenti
| «                       | Servizio                                                                                   | »                  |
| Linea Nankai Kōya       | Linea Nankai Kōya                                                                          | Linea Nankai Kōya  |
| ----------------------- | ------------------------------------------------------------------------------------------ | ------------------ |
| Haginochaya             | Locale                                                                                     | Kishinosato-Tamade |
| Shin-Imamiya            | Semiespresso Subespresso Espresso Espresso Rapido Espressi Limitati Kōya e Rinkan          | Sakaihigashi       |
| Linea Nankai principale |                                                                                            |                    |
| Shin-Imamiya            | Locale                                                                                     | Kishinosato-Tamade |
| Shin-Imamiya            | Semiespresso Subespresso Espresso aeroporto Espresso Espressi Limitati Rapi:t β e Southern | Sakai              |
| Shin-Imamiya            | Espresso Limitato Rapi:t α                                                                 | Izumisano          |
| Linea Sakaisuji         |                                                                                            |                    |
| Dōbutsuen-mae           | Locale Semiespresso                                                                        | Capolinea          |
| Nippombashi             | Espresso Limitato Arashiyama                                                               | Capolinea          |